# Attentat de Rishon le Zion du 20 mai 1990
 (novembre 2024).
Le 20 mai 1990 au matin, dans la ville de Rishon leZion, près de Tel-Aviv, un Israélien du nom de Ami Popper (en) abat sept ouvriers Palestiniens qui attendaient avec d'autres collègues à  leur point d'embauche habituel,. Cet événement est parfois commémoré comme le massacre d'Oyoun Qara.
Cette tuerie donnera lieu à des manifestations de joie de la part de certains Israéliens et à des manifestations de colère d'Arabes israéliens et de Palestiniens jusqu'en Jordanie, mais aussi à Gaza, d'où étaient originaires les travailleurs assassinés. Réprimées par les forces de sécurité israéliennes lors de violents affrontements, ces protestations se solderont par la mort de douze autres Palestiniens.
Pour certains Israéliens, notamment ceux du mouvement La paix maintenant, cet attentat est à replacer dans un contexte d'appel au meurtre de la part de dirigeants extrémistes Israéliens, tel celui des colons du Goush Emounim qui affirmait « que le moment est venu de tirer [sur les Palestiniens] et pas de [leur] parler ».
A l'occasion de ce massacre, Elie Barnavi, universitaire israélien, appellera les « juifs de France » à être solidaires de ces victimes palestiniennes, de la même façon qu'ils le réclament de tous pour leurs propres victimes, afin de ne pas « oublier qu'une vie humaine en vaut une autre ».